# Bootsy Collins
Bootsy Collins, född William Earl Collins den 26 oktober 1951 i Cincinnati, Ohio, är en amerikansk stilbildande funkbasist och sångare. 
Bootsy blev under 1960-talet känd som basist bakom James Brown och senare i George Clintons Funkadelic. Sedan 1970-talet har han haft framgångar som soloartist. 1976 startade han gruppen Bootsy's Rubber Band.
Bootsy är yngre bror till funk-gitarristen Phelps "Catfish" Collins.

## Diskografi
Album
- 1976: Bootsy’s Rubber Band – Stretchin’ Out in Bootsy’s Rubber Band (Warner Brothers)
- 1977: Bootsy’s Rubber Band – Ahh… The Name Is Bootsy, Baby! (Warner Brothers)
- 1978: Bootsy’s Rubber Band – Bootsy? Player of the Year (Warner Brothers)
- 1979: Bootsy’s Rubber Band – This Boot is Made for Fonk-N (MVP)
- 1980: Bootsy Collins – Ultra Wave (Warner Brothers)
- 1980: Sweat Band – Sweat Band (Uncle Jam)
- 1982: Bootsy Collins – The One Giveth, the Count Taketh Away (Warner Brothers)
- 1988: Bootsy Collins – What’s Bootsy Doin’? (Columbia Records)
- 1990: Bootsy’s Rubber Band – Jungle Bass (4th & Broadway)
- 1991: Bootsy Collins – Save What’s Mine for Me (CBS)
- 1993: Zillatron – Lord of the Harvest (Rykodisc)
- 1994: Bootsy’s New Rubber Band – Blasters of the Universe